# 몬스터 하우스 (2017년 영화)
《몬스터 하우스》(Gnome Alone)는 2017년에 공개된 캐나다와 미국의 합작 애니메이션 영화이다.
이 영화는 2017년 11월 2일에 그리스와 키프로스에서 개봉되었고, 나중에 2018년 10월 19일에 미국에서 넷플릭스에서 개봉되었다. 이 영화는 엇갈린 평가를 받았다.

## 줄거리
클로이와 그녀의 엄마 캐서린은 텐더빌이라는 마을로 이사하게 되는데, 그들의 새 집 주변에는 수상한 정원 요정 조각상들이 가득하다. 어느 날 밤, 클로이는 집에서 비밀 방을 발견하고 그곳에서 신비로운 초록색 보석을 발견해 목걸이로 만든다. 이 보석은 다른 차원으로 통하는 문을 여는 열쇠였고, '트로그'라는 흉폭한 괴물들이 쏟아져 나오게 된다. 새로운 학교에서 클로이는 인기 많은 소녀 브리트니와 친구가 되려고 애쓰고, 그녀의 관심을 끌기 위해 목걸이를 브리트니에게 준다.
한편, 집에서는 정원 요정들이 살아 움직여 클로이가 가져간 보석이 트로그를 막는 중요한 '키스톤'이라는 사실을 알려준다. 과거 트로그 때문에 삶의 터전을 잃은 요정들은 클로이에게 키스톤을 되찾고 트로그를 막아달라고 부탁한다. 클로이는 어색한 이웃이자 반 친구인 리암과 함께 이 위험한 싸움에 참여하게 된다.
클로이는 학교 댄스 파티에서 브리트니에게 목걸이를 되찾으려 하지만, 인기를 얻으려는 욕심에 리암을 외면한다. 하지만, 리암이 트로그의 세계로 빠진 것을 알게 되자, 클로이는 인기보다 진정한 우정이 더 소중하다는 것을 깨닫고 리암을 구하러 트로그의 세계로 뛰어든다. 그곳에서 그들은 과거 요정들의 지도자였던 잠피어를 만나고, 클로이의 스마트폰 배터리를 이용해 트로그 세계를 파괴할 계획을 세운다.
그들의 계획은 성공하고 트로그들은 모두 자신들의 세계로 돌아가지만, 브리트니가 남은 키스톤을 파괴하려 하면서 더 강력한 메가 트로그가 나타난다. 클로이와 요정들, 그리고 리암은 지혜를 모아 키스톤과 브리트니의 전화기, 그리고 괴물이 무서워하는 특수한 식물을 이용하여 메가 트로그를 물리치고 현실을 되돌려놓는다. 클로이는 이제 텐더빌에 머물기로 결심하고, 친구가 된 리암과 함께 학교로 향한다.

## 출연

### 주연
- 베키 지
- 조쉬 펙
- 올리비아 홀트

### 조연
- 조지 로페즈
- 타라 스트롱
- 데이비드 코에너
- 제프 던햄
- 패트릭 스텀프

## 제작진
- 사운드슈퍼바이저: 올리비어 칼버트
- 미술: 길 림머
- 배역: 제이미 시모네